# Mekosuchus
Het geslacht Mekosuchus omvat een viertal soorten uitgestorven krokodillen, die Australië en diverse eilanden in de Stille Oceaan bewoonden van het Mioceen tot het Pleistoceen.
Alle soorten van het geslacht Mekosuchus hadden een korte snuit. De oudst bekende soort is M. sanderi, een ongeveer één meter lange krokodil die tijdens het Mioceen in de regenwouden van Riversleigh (Queensland) leefde. In Australië stierf het geslacht Mekosuchus uiteindelijk voor de komst van de mens uit door te sterke concurrentie van de soorten van het geslacht Crocodylus. Op verschillende Zuid-Pacifische eilanden (New Caledonia, Fiji, Vanuatu) overleefde de soort M. inexpectatus echter tot ongeveer 1600 jaar geleden.

## Soorten
- M. inexpectatus
- M. kolpokasi
- M. sanderi
- M. whitehunterensis